# Ульбашев, Исмаил Локманович
Исмаил Локманович Ульбашев (карач.-балк. Улбашланы Локъманны жашы Исмаил; род. 10 [23] апреля 1914, Кашхатау, Терская область - 17 января 1977 года, Нальчик, КБАССР) — советский партийный и государственный деятель. Председатель Президиума Верховного Совета Кабардино-Балкарской АССР с 1941 по 1944 гг. Репрессирован, реабилитирован посмертно. По национальности балкарец.

## Биография
- 1937 — окончил Кабардино-Балкарский педагогический институт
- 1937 - 1939 — заместитель директора, Кабардино-Балкарский педагогический институт
- 1939 — зав. отделом рабочей молодёжи Кабардино-Балкарского областного комитета ВЛКСМ
- 1939 - 1941 — лектор Кабардино-Балкарского областного комитета ВКП(б)
- 25.4.1941 — 4.1944 — председатель Президиума Верховного Совета Кабардино-Балкарской АССР[2]
- 1944 — во время депортации балкарцев был сослан в Киргизскую ССР
- 1944—1948 — заместитель председателя Ивановского райисполкома Киргизская ССР
- 1948 - 1955 - завуч Ивановской районной школы Киргизская ССР
- 1955 — 01.1957 — работал завучем школы № 6 в г. Нальчике
- 01.1957 — 07.1958 — секретарь Кабардино-Балкарского областного комитета КПСС
- 1958—1977—  заведующий отделом СМ Кабардино-Балкарской АССР[3]
- Умер 17 января 1977 года[4].

## Ссылка
- https://victims.rusarchives.ru/ulbashev-ismail-lokmanovich
- Ульбашев, Исмаил Локманович в "Списке репрессированных..."